# تامپیکو، ایلینوی
تامپیکو ( ‎/ˈtæmpɪkoʊ/‎ ) یک روستا واقع در شهرستان تامپیکو ، شهرستان وایت ساید ، ایلینوی ، ایالات متحده آمریکا در کنار آبشار راک و استرلینگ، ایلینوی است. بر اساس سرشماری سال ۲۰۱۰، جمعیت این روستا ۷۹۰ نفر بود که در سرشماری سال ۲۰۰۰ این روستا ۷۷۲ نفر بود. این شهر به عنوان زادگاه رونالد ریگان ، چهلمین رئیس جمهور ایالات متحده شناخته می شود.